# Casa da Memória Arthur Dalmasso
A Casa da Memória Arthur Dalmasso ou simplesmente Casa da Memória de Teresópolis é um museu que serve como acervo histórico e cultural do município de Teresópolis, cidade localizada no interior do estado do Rio de Janeiro. O casarão onde situa-se atualmente o museu foi construído na década de 1920 pelo então prefeito José Lino de Oliveira Leite, em homenagem à sua esposa Cecília da Silva Leite; passando a ser nomeada de Villa Cecília. Com a morte da companheira, em 1925, o prefeito decidiu vender o imóvel, que teve diversos proprietários e utilidades.
Nos anos de 1932 a 1942 serviram de locação para o Ginásio Teresópolis; nas décadas seguintes abrigou o Hotel Atlântica, Hotel Savoy e uma oficina de consertos eletrônicos (CENTEL). Em 1987, a propriedade foi desapropriada pela Prefeitura através do decreto 1.050 de 20 de janeiro, sendo no ano seguinte tombada pelo pelo Instituto Estadual do Patrimônio Cultural (Inepac), tornando-se sede da Biblioteca Municipal Antônio Paulo Capanema de Souza permanecendo na propriedade pelo período dos anos 1990 e 2000. Anos depois, o Governo Estadual decidiu recuperar o local. E então, em 6 de julho de 2009, aniversário de Teresópolis, o casarão foi reinaugurado pelo então prefeito Jorge Mário, e passou a servir como sede da Secretaria Municipal de Cultura, além de se tornar o museu propriamente dito.
Atualmente a Secretaria de Cultura não está mais na propriedade, além das exposições, na casa ainda funciona o Serviço de Patrimônio Histórico, Artístico e Cultural do município, que possui em seu acervo inúmeras fotos de época, livros históricos, objetos antigos, quadros, moedas e itens diversificados que ajudam a contar a história de nossa cidade.